# 進藤実
進藤 実（しんどう みのる、1974年12月10日 - ）は、埼玉県熊谷市出身の元プロ野球選手（投手）。右投右打。
実弟は東京ヤクルトスワローズコーチの小野寺力。

## 経歴
埼玉県熊谷市立新堀小学校、玉井中学校から、埼玉県立鴻巣高等学校へ進学。
その後、常磐大学では4年春に5勝。NTT東北では1年目に都市対抗野球で先発、1998年度ドラフト会議にて読売ジャイアンツから7位指名を受け、入団。
プロ入り後は右肩の故障に悩まされ、後に西武ライオンズに入団し守護神へと成長することとなる弟とは対照的に、一軍出場のないままプロ生活わずか3年で戦力外通告を受けた。
2003年には野村克也が監督として率いていた社会人野球のシダックスに転じたが、故障の影響もあってほとんど登板機会がないまま1シーズン限りで退団し、現役を引退。
引退後はシダックスの営業を経て、芸能プロダクションアービングのマネージャーとなる。
2016年の学生野球資格回復研修を受講したうえで、翌2017年2月7日に日本学生野球協会より学生野球資格回復の適性認定を受けたことにより、学生野球選手への指導が可能となる。

## 詳細情報

### 年度別投手成績
- 一軍公式戦出場なし

### 背番号
- 36 （1999年）
- 64 （2000年 - 2001年）